# ماریانا پالکا
ماریانا برونیسلاوا باربارا پالکا (متولد 7 سپتامبر 1981) یک بازیگر، تهیه کننده، کارگردان و نویسنده اسکاتلندی است. او ستاره فیلم خوب دیک, که در جشنواره فیلم ساندنس به نمایش در آمد بود.
پالکا در گلاسکو اسکاتلند متولد شد. او در 17 سالگی برای ادامه تحصیل به شهر نیویورک برای مهاجرت کرد.